# Ratpenat cuallarg petit australià
El ratpenat cuallarg petit australià (Ozimops planiceps) és una espècie de ratpenat de la família dels molòssids que es troba a Austràlia.